# Блаустайн, Альберт Пол
Альберт Пол Блаустайн (англ. Albert Paul Blaustein; 12 октября 1921, Нью-Йорк — 1994) — американский юрист, специалист по конституционному праву.
Окончил Мичиганский университет. Преподавал в Нью-Йоркской школе права (1948—1955), университете штата Нью-Джерси, работал в Лондонской школе экономики и политических наук, Комиссии США по гражданским правам (1962—1963) и других американских правительственных организациях.
В 1970-е гг. Блаустайн консультировал целый ряд правительств развивающихся стран по вопросам принятия новых конституций. В качестве консультанта Блаустайн участвовал в работе над конституциями Бангладеш, Зимбабве, Камбоджи, Нигера, Перу, Польши, Румынии, Тринидада и Тобаго, Уганды, ЮАР. Блаустайном также написана конституция несуществующего государства Доминион Мельхиседека.
Встречаются также спекуляции на тему об участии Блаустайна в создании Конституции России: «Альберт Блауштейн подрабатывал тем, что писал конституции. Таких набралось аж двенадцать штук, в том числе и наша с вами, родная Россияния!». Эти спекуляции основаны на статье в газете «The Philadelphia Inquirer» от 21.07.1991, в которой говорится, что «с помощью Блаустайна огромная Российская республика — дом для половины 290-миллионного населения СССР — создаст развитую судебную систему, новую законодательную власть» и т. п. В действительности даже если консультации Блаустайна и секретаря Конституционной комиссии Олега Румянцева имели в 1991 г. место (а это, судя по публикации заметок Блаустайна на Интернет-странице Румянцева, так и есть) — то консультировал Блаустайн не тот проект, который лёг в основу принятой 12 декабря 1993 года Конституции Российской Федерации, а совершенно другой.
Среди печатных трудов Блаустайна — монографии «Дискриминация женщин: Мировой обзор экономического, образовательного, социального и политического положения женщин» (англ. Discrimination Against Women: A Global Survey of the Economic, Educational, Social and Political Status of Women; 1990) и «Права человека в конституциях мира» (англ. Human Rights in the World's Constitutions; 1993). Кроме того, под редакцией Блаустайна вышла 20-томная энциклопедия «Конституции стран мира» (англ. Constitutions of the Countries of the World).